# Neue Zürcher Zeitung
Die Neue Zürcher Zeitung (NZZ), im Zürcher Dialekt Zürizytig genannt, ist eine Schweizer Tageszeitung des Medienunternehmens NZZ-Mediengruppe mit Sitz in Zürich. Als traditionsreiche Zeitung wird sie zu den Leitmedien der Schweiz (neben Le Temps) und des deutschsprachigen Raums gezählt. Bezüglich ihrer innenpolitischen Ausrichtung hat sie eine Nähe zur FDP und gilt als «eher konservativ und rechtsliberal».

## Geschichte

### Schweiz

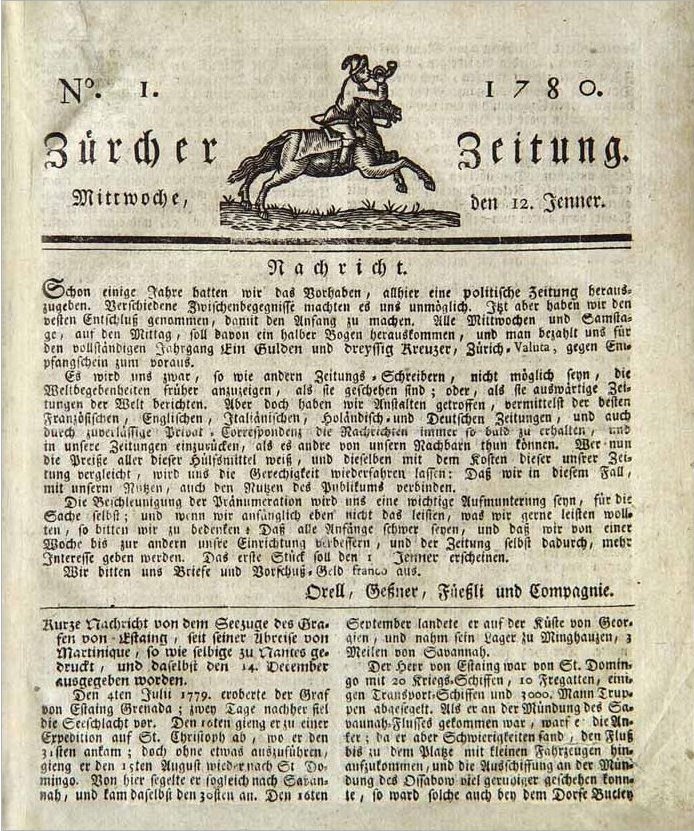
Titelseite der Erstausgabe vom 12. Januar 1780

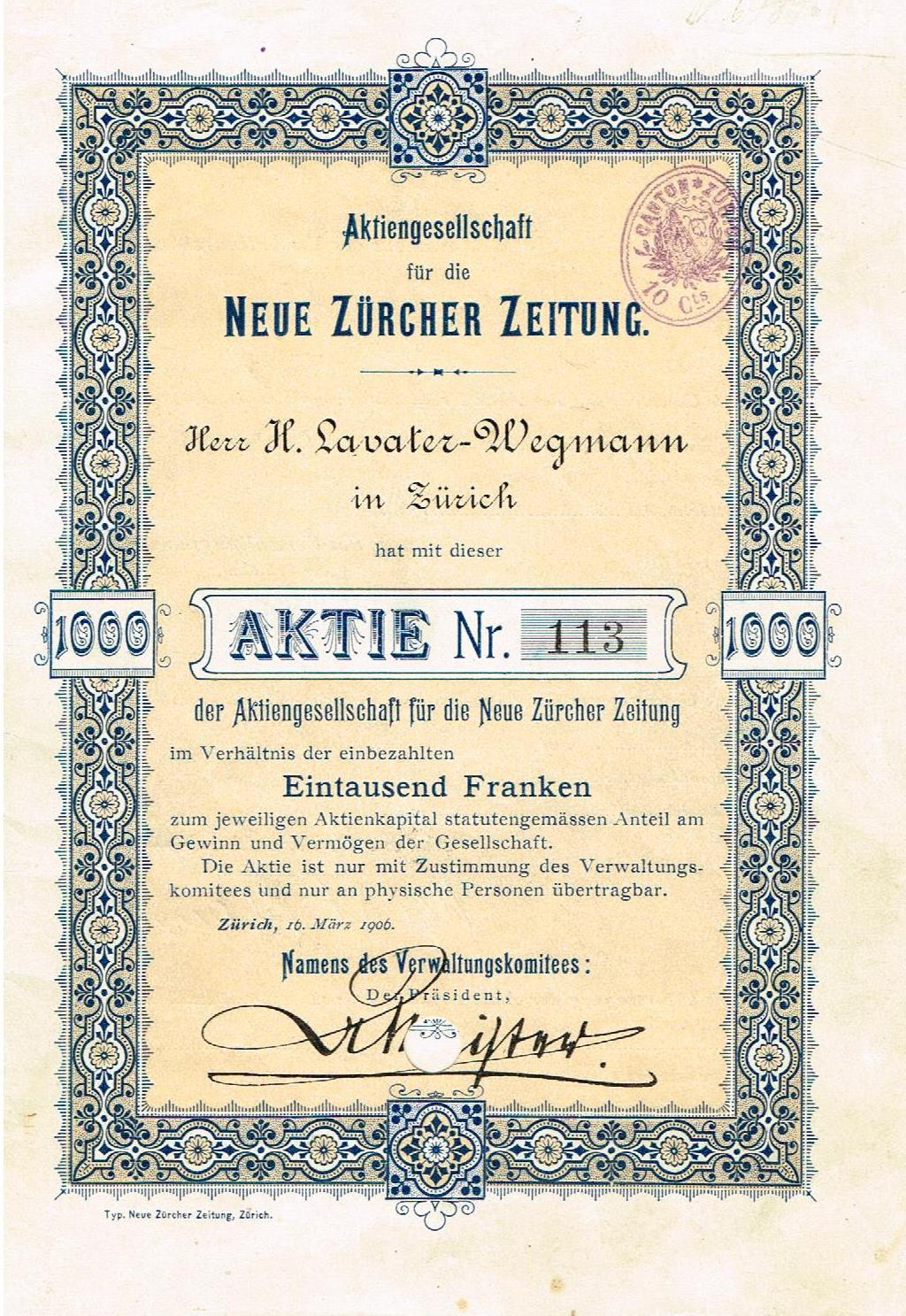
Namensaktie über 1000 Schweizer Franken der AG für die Neue Zürcher Zeitung vom 16. März 1906

Salomon Gessner gab das Blatt erstmals am 12. Januar 1780 unter dem Namen Zürcher Zeitung heraus. Es ist damit die älteste heute noch erscheinende Zeitung der Schweiz. Das Blatt erschien zunächst jeweils am Mittwoch und am Samstag, ab 1843 an jedem Wochentag inklusive Sonntags. Von 1894 bis 1969 lieferte die NZZ täglich drei Ausgaben (morgens, mittags, abends) mit internationalen Nachrichten aus Politik und Finanzen.
Die ersten vier Redaktoren, die die Zeitung damals als der Aufklärung verpflichtetes Nachrichtenblatt machten, waren Johann Kaspar Riesbeck, Johann Michael Armbruster, Peter Philipp Wolf und Franz Xaver Bronner – vier deutsche Publizisten und politische Migranten. Seit 1821 trägt sie den Namen Neue Zürcher Zeitung. Unter der Redaktion von Paul Usteri trat sie als liberales Kampfblatt gegen die Zensur und den Sonderbund für den Bundesstaat ein. Nach dessen Gründung 1848 diente sie als Sprachrohr des «Systems Escher» des Zürcher Politikers und Unternehmers Alfred Escher.
Aufgrund der Demokratischen Bewegung zerbrach 1867 im Kanton Zürich das «System Escher», die NZZ geriet in eine Krise. Zürcher Liberale gründeten deshalb 1868 eine Aktiengesellschaft, die die NZZ bis heute herausgibt. Deren Statuten schreiben vor, dass kein Aktionär mehr als 1 Prozent des Aktienkapitals halten darf und dass der Verwaltungsrat Bewerber ablehnen kann, die nicht der FDP (oder früher der LPS) angehören oder sonst ein «Bekenntnis zur freisinnig-demokratischen Grundhaltung» ablegen, ohne Mitglied einer anderen Partei zu sein. Heute zählt die AG rund 3000 Aktionäre.
Eine ambivalente Zeit erlebte die Zeitung, als sie vor den Zürcher Gemeinderatswahlen im Herbst 1933 ebenso wie der Zürcher Freisinn eine Listenverbindung der Frontisten mit den bürgerlichen Parteien guthiess, eine Solche in Schaffhausen gleichzeitig scharf verurteilte. Dies, obschon die Frontisten die NZZ ihrerseits als «Sprachrohr der französischen Regierung oder als freimaurerisch und jüdisch unterwandertes Organ» bezeichnet hatten. In der Stadt Zürich verfügte die SP damals über die absolute Mehrheit in Stadt- und Gemeinderat. Der Historiker Thomas Maissen zitiert, dass seitens der NZZ dabei ob derer patriotischen und antimarxistischen Bekenntnisse «die antiparlamentarische Grundhaltung der Fröntler vernachlässigt» worden sei. Nach dessen schon zuvor ausgesprochenen Warnungen einer «nationalen Gefahr» und der Wahl von Willy Bretscher zum Chefredaktor im selben Herbst 1933 schlug die Zeitung einen klar antifaschistischen Kurs ein. Am 18. Juli 1934 wurde als Reaktion auf die Berichterstattung zum Röhm-Putsch der Vertrieb der Zeitung im Deutschen Reich verboten. Chefredaktor Bretscher forderte noch 1940 nach der Kapitulation Frankreichs, als der Bundesrat die «Anpassung an die neuen Verhältnisse» empfahl, «die Bereitschaft des Schweizervolkes zu jedem Opfer für die Erhaltung der Unabhängigkeit des Landes». In seinem Pult in der Redaktion lag eine geladene Pistole für den Fall, dass Nazi-Schergen eindringen sollten.
Im Kalten Krieg galt die NZZ als massgebliche Stimme mit einer dezidiert antikommunistischen Position.
International wurde die NZZ wegen ihres weiten Korrespondentennetzes als wichtigste Qualitätszeitung des neutralen Landes zwischen den Blöcken wahrgenommen, dank einer Fernausgabe seit 1937. Der ehemalige deutsche Bundeskanzler Helmut Schmidt meinte deshalb, er lese lieber gleich die NZZ als die Berichte seines Auslandgeheimdienstes BND. National war sie das Sprachrohr des Zürcher Freisinns, der auch im konkordanten System ab 1959 den Führungsanspruch behauptete. Mehrere NZZ-Redaktoren sassen während oder nach ihrer Tätigkeit bei der Zeitung für die FDP im Nationalrat, so neben Chefredaktor Bretscher (1951–1967) Ernst Bieri (ab 1966 Zürcher Stadtrat), Kurt Müller und Richard Reich (ab 1971 Direktor des Vororts).

Seit der 68-er Bewegung geriet die NZZ als Stimme des kapitalistischen Establishments in die Kritik. Scharf äusserte sich Max Frisch, der in der Jugend rege für die NZZ geschrieben hatte, vor allem in seinem Tagebuch 1966–1971:
«Ihr Kniff: die Inhaber als die Verantwortungsbewussten. Nicht nur in Wirtschaft und Industrie, auch in der Armee. Die Inhaber sind von der Arbeitskraft abhängig, aber nicht von deren Meinung; hingegen ist die Mehrheit abhängig von der Meinung der Inhaber: Das ergibt das Verantwortungsbewusstsein der Inhaber. Es spricht aus fast jedem NZZ-Artikel, oft zwischen den Zeilen. Man gibt sich in der mise-en-page so langweilig wie möglich, das wirkt seriös. Es überträgt sich auf die Leser; sie kommen sich seriös vor, schon wenn sie die NZZ in der Hand halten.»
Nach 1989 verlor der Zürcher Freisinn und damit die NZZ die Führungsrolle, aufgrund des erzwungenen Rücktritts der Zürcher FDP-Bundesrätin Elisabeth Kopp und des dadurch ausgelösten Fichenskandals. Die Bindung der Zeitung zur Partei lockerte sich. Ab 1994 leitete erstmals ein Parteiloser die Inland-Redaktion. Der führende FDP-Politiker Ulrich Bremi gab 1999 das Verwaltungsratspräsidium der AG für die Neue Zürcher Zeitung an den ehemaligen FDP-Regierungsrat Eric Honegger weiter. Der Bundesratssohn musste aber 2001 zurücktreten, weil die SAirGroup, die er als Konzernchef und Verwaltungsratspräsident führte, in Turbulenzen geraten war. Seit Karin Keller-Sutter (2012–2016) sassen keine freisinnigen Politiker mehr im Verwaltungsrat.
Der Umbruch um die Jahrtausendwende traf die NZZ unvorbereitet. Sie druckte am 20. September 1999 das umfangreichste Blatt aller Zeiten, mit insgesamt 168 Seiten. Und für 2000 schrieb die NZZ-Gruppe einen Rekordumsatz von über einer halben Milliarde Franken und einen innert fünf Jahren auf 50 Millionen Franken verdoppelten Gewinn. Deshalb machte das Bonmot die Runde, die NZZ sei die einzige Bank der Schweiz, die sich eine Tageszeitung leiste. Der ehemalige Redaktor Friedemann Bartu stellt in seinem «kritischen Porträt» der NZZ fest:
«Man sass auf einem Matterhorn von Cash und Finanzanlagen und auf entsprechend hohem Ross. Das galt selbst für die Redaktion, deren hochmütige Devise lautete: Wir schreiben etwas, wovon wir glauben, dass es Leser und Leserinnen interessiert. Sollte dies nicht der Fall sein, so ist das nicht unser, sondern deren Problem. Auch hinsichtlich Enthüllungsjournalismus gab man sich blasiert: Die NZZ sei so wichtig, dass, wenn es etwas Wichtiges zu berichten gäbe, sie das sowieso als Erste erfahre.»
Aufgrund der Wirtschaftskrise nach dem Platzen der Dotcom-Blase und dem Swissair-Grounding brach der Erlös von Inseraten und Annoncen innert zwei Jahren um 40 Millionen Franken ein. Die NZZ-Gruppe schrieb deshalb für 2002 einen rekordhohen Verlust von 50 Millionen Franken und musste Stellen abbauen. Von 2002 bis 2006 ging die Mitarbeiterzahl der NZZ-Gruppe von 2095 auf 1714 zurück, jene der NZZ, die sich im Namen des Primats der Publizistik gegen den Abbau wehrte, von 712 auf 548 Personen. Dabei wurde auch die Expansion des 1997 erfolgreich gestarteten Internet-Auftritts gestoppt und das Online-Team, das eigenständige Artikel verfassen konnte, mit der Nachrichtenredaktion verschmolzen.
Chefredaktor Hugo Bütler, der nie einen Computer in seinem Büro hatte, trat 2006 zurück. Unter seinem jungen Nachfolger Markus Spillmann, der von der 2002 gegründeten NZZ am Sonntag kam, vollzog die wegen ihres Konservatismus in Stil und Layout als «Alte Tante» belächelte Zeitung einen Relaunch und stellte das Online-Angebot neu auf. Im Juni 2012 wurden Online- und Print-Redaktion vereinigt und die Website unter «Neue Zürcher Zeitung» (nicht länger als «NZZ Online») neu lanciert. Nachrichten der Print-Redaktion wurden unmittelbar online gestellt; nach Einführung einer Paywall gingen die Seitenaufrufe zurück.
Im Dezember 2014 trat Spillmann wegen Meinungsverschiedenheiten mit dem Verwaltungsrat als erster NZZ-Chefredaktor der jüngeren Geschichte unfreiwillig von seinem Posten zurück. Der Verwaltungsrat plante, Markus Somm als Chefredaktor einzusetzen, löste damit aber Protest in der Redaktion und der Öffentlichkeit aus. Befürchtet wurde ein «Rechtsputsch», da Somm sich als «Statthalter Blochers» sehe und, obwohl FDP-Mitglied, zur SVP neige. Zuvor hatten die Handelszeitung, der Tages-Anzeiger und die Schweiz am Wochenende berichtet, dass «zurzeit Personen Aktien erwerben, die SVP-Volkstribun Christoph Blocher nahe stehen», um «eine unfreundliche Übernahme herbeizuführen». Blocher selbst bestritt diese Aussagen im Interview mit der Zeitschrift persönlich.
Neuer Chefredaktor wurde Auslandchef Eric Gujer, der seit 1986 vorwiegend als Korrespondent in Deutschland für die NZZ tätig war. Danach kam es zu einigen Entlassungen und Umbesetzungen in der Redaktion. Verschiedene Zeitungen wie die WOZ, Die Zeit und der Tages-Anzeiger sahen deshalb bei der NZZ unter Gujer eine «rechtskonservative» oder «rechte» Ausrichtung. Der Chefredaktor bestritt diese Einschätzung; er ordnete die Zeitung als bürgerlich-liberal ein und beklagte einen «stark links-liberalen Hintergrund» vieler Journalisten.
Ende Juni 2015 stellte die Druckerei NZZ Print in Schlieren den Betrieb ein. Die NZZ wird seither im Druckzentrum Zürich von Tamedia aufs Papier gebracht.

Per 1. Januar 2021 wurden die Ressorts Wirtschaft und International der NZZ und der NZZ am Sonntag zusammengeführt.

### Aktivitäten in Österreich und Deutschland
Nach dem Scheitern von NZZ Österreich, einer Online-Plattform, die von 2014 bis 2017 mit einer Redaktion in Wien «liberalen Qualitätsjournalismus» bieten wollte, baute die NZZ ihre Aktivitäten in Deutschland aus. 

#### NZZ Berlin
Im Hinblick auf die Bundestagswahl 2017 bot sie dann ein tägliches E-Paper samt Newsletter und einen wöchentlichen Kommentar von Chefredaktor Eric Gujer an. Das wachsende Interesse, das sich 2018 mit einem Wachstum der Abonnentenzahl um 50 Prozent zeigte, führte zu einem Ausbau des Angebots und damit des Büros Berlin. Die Abonnentenzahl stieg bis 2023 auf rund 50'000. Die zehnköpfige Redaktion wird von Chefredaktor Marc Felix Serrao geleitet; dazu zählen Jonas Hermann (geschäftsführender Redaktor), Alexander Kissler, Fatina Keilani und Oliver Maksan, Diplom-Theologe und von 2016 bis 2021 Chefredakteur der konservativen katholischen Wochenzeitung Tagespost. In Deutschland wirbt die NZZ mit dem Slogan „Der andere Blick“.
Seit dem Markteintritt 2017 erregte die NZZ Aufsehen. Gemäss ihrem Selbstverständnis sieht sie Deutschland mit einem bürgerlich-liberalen Blick und wahrt Distanz zum Berliner Politikbetrieb. Der in Berlin lebende Schweizer Publizist Frank A. Meyer meinte dazu, der deutsche Medienmarkt sei eintönig geworden, da wirke die NZZ wie früher das Westfernsehen in der DDR, «weil jetzt Sachen gesagt werden, die jahrelang nicht gesagt wurden». Vor allem Chefredaktor Eric Gujer wurde vorgeworfen, er fische im rechten Spektrum, indem er in seinen Kommentaren Positionen vertrete, die bei der Alternative für Deutschland (AfD) Anklang fänden. Der Medienwissenschaftler Uwe Krüger stellte dazu fest, die NZZ geriere sich in ihren Meinungsbeiträgen zwar rhetorisch nicht populistisch und distanziere sich immer wieder von der AfD und von der Rechten allgemein. Sie spiele aber bewusst mit Begrifflichkeiten, die dort anschlussfähig seien.
Als der ehemalige Präsident des deutschen Bundesamts für Verfassungsschutz Hans-Georg Maaßen im Juli 2019 die Zeitung in einem Tweet ebenfalls als «Westfernsehen» bezeichnete, bat die Redaktion, diesen Vergleich zu unterlassen. Und sie wandte sich ebenso gegen einen Aufruf der AfD-Politikerin Beatrix von Storch, sich bei der NZZ auf ein Volontariat zu bewerben.
Während in den letzten Jahren die NZZ in der Schweiz immer wieder Stellen abbaute, wurde das Berliner Büro immer größer. Waren 2019 noch 5 Redakteure beschäftigt, stieg die Zahl bis 2025 auf 11. Das Deutschland-Geschäft ist ab 2021 rentabel geworden und wird als zukünftige Cashcow angesehen. Gleichzeitig ist mit diesem Wachstum ein Schwenk der NZZ zur AfD zu beobachten. Ursache dafür könnten marktökonomische Gründe sein. So wurde ab dem Jahr 2024 in mehreren Artikeln des Berliner Büros zu einer Regierungsbeteiligung der AfD aufgerufen. Werbekampagnen der NZZ ähneln dem Medienwissenschaftler und dem früheren Vorsitzenden der Deutschen Gesellschaft für Publizistik- und Kommunikationswissenschaft, Klaus Meier, zufolge jenen der AfD. Mit der Übernahme durch Eric Gujer als Chefredakteur habe Meier zufolge die NZZ begonnen, Begriffe zu verwenden, die aus rechtspopulistischen bis rechtsextremen Kreisen stammen, und sie damit in den gesellschaftlichen Diskurs eingebracht. So spreche sich die NZZ für die Umsetzung einer „Remigration“ aus und verwende den Begriff „Zwangsabgabe“ für Gebühren des öffentlich-rechtlichen Rundfunks. Die Arbeit der NZZ ordnet Klaus Meier zwischen „Ideologie, Aktivismus und Propaganda“ ein. In Artikeln werfe die NZZ anderen Medien immer wieder vor, nicht neutral zu berichten. So würden Faktenchecks anderer Medien, etwa der DPA, von „Ideologen“ durchgeführt. Dabei besuchen Journalisten der NZZ Faktencheck-Seminare der DPA, und selbst ein Artikel der NZZ mit der Überschrift „Wie Faktenchecker die Unwahrheit verbreiten und die Debatte vergiften“ musste nachträglich mehrmals korrigiert werden. Der Soziologe Oliver Nachtwey befindet daher, dass die NZZ sich in einem Kulturkampf gegen alle Formen des Liberalismus befinde. Einer Einschätzung des emeritierten Geschichtsprofessors und langjährigen Hausautors der NZZ, Georg Kreis, zufolge müsse sich der Chefredakteur Gujer den Vorwurf gefallen lassen, vom konsequent liberalen Kurs der Zeitung abzuweichen. Die Forderung Gujers, Björn Höcke (AfD) solle in Thüringen zum Ministerpräsidenten gewählt werden, kommentierte der frühere CEO der NZZ, Veit Dengler, so: „Einer NZZ, die ich kenne und liebe, ist das unwürdig. Der Verwaltungsrat und die Aktionäre sollten nach ihr schauen.“

## Ausrichtung
Der amerikanische Journalismus-Professor John Calhoun Merrill nannte die NZZ 1968 eine «europäische Institution». In Medienratings der Schweizer Medien gelangt die NZZ in der Regel auf höchste Positionen, dies regelmässig im Wettstreit mit dem Echo der Zeit von Radio SRF 1.
Die NZZ gilt als «eher konservative, rechtsliberale» Zeitung. Führende Köpfe, wie Chefredaktor Willy Bretscher, Carlo Mötteli, Gerhard Schwarz, Ernst Bieri und weitere waren entweder Mitgründer oder Mitglieder der Mont Pelerin Society, die als «gedankliche[r] Hort des Neoliberalismus» gilt. Der wirtschaftspolitische Kurs der NZZ wurde im und nach dem Zweiten Weltkrieg insbesondere auch von den Ideen Wilhelm Röpkes geprägt. Im Wirtschaftsteil der NZZ war auch noch im 21. Jahrhundert durch Gerhard Schwarz «eine eigentliche Röpke-Verehrung auszumachen». Gerhard Schwarz und René Scheu waren Mitglieder der Hayek-Gesellschaft.
Die Presseschau eurotopics änderte im April 2019 ihren Eintrag über die NZZ dahingehend, dass die Zeitung seit der Übernahme der Chefredaktion durch Eric Gujer im Jahr 2015 «deutlich konservativer» geworden sei. Davor hatte der Historiker Rudolf Walther im 2018 geschrieben, dass es ab 2015 zu einem «redaktionellen Rechtsruck» gekommen sei. Das Forschungszentrum Öffentlichkeit und Gesellschaft (FÖG) der Universität Zürich untersuchte von 2018 bis 2023 die Berichterstattung im Vorfeld von Volksabstimmungen in der Schweiz. Auf der dabei verwendeten Skala stand die NZZ auf 17 von 100 Punkten «rechts der Mitte».
Der Historiker Volker Weiß schrieb 2025, dass die neue politische Weltlage dazu geführt habe, dass Medien wie die NZZ, «die bereits seit einiger Zeit an der Normalisierung der AfD mitgewirkt hatten, grundsätzlich aber transatlantisch ausgerichtet» seien, gegenüber einer prorussischen Linie «auf weite Distanz» gegangen seien. «In der Haltung zu Flucht, Migration und den Grünen» seien «ihre Positionen für das Rechtsaußen-Lager oft nahtlos anschlussfähig» gewesen, «bei einer Kritik der politischen Westorientierung» habe die Gemeinsamkeit jedoch geendet.

## Berichterstattung zur Klimakrise
Die Berichterstattung der NZZ zum vom Menschen verursachten Klimawandel ist Gegenstand einiger Untersuchungen und wird medial diskutiert: Von 2009 bis 2014 lag die Anzahl der Artikel zum Klimawandel des Tages-Anzeiger gleichauf mit der der NZZ. Zwischen 2014 und 2017 sank dann der Anteil «der in der NZZ zum Thema Klimawandel publizierten Artikel deutlich unter de[n] des Tages-Anzeigers». Gemäss des Forschungszentrums Öffentlichkeit und Gesellschaft (FÖG) der Universität Zürich war 2017 die Tonalität der Berichterstattung der NZZ zum Energiegesetz ablehnend, wenn auch weniger stark als bei der Weltwoche und der Basler Zeitung. In der NZZ seien um 2011 in einer Reihe zu Energien der Zukunft die Windenergie immer wieder schlecht gemacht worden und der Klimawandel ignoriert worden, so Christina Marchand. Bezüglich des CO₂-Gesetzes 2021 berichtete die NZZ neutral. 2023 berichtete die NZZ laut FÖG bzgl. des Klimagesetz leicht positiv. Ein Artikel des Magazins Republik verlautbarte, dass die NZZ auch wegen einiger Artikel zu Klimafragen «starke rechte Schlagseite erhalten» habe.

### Fokus auf Energie statt Klima
Im Abstimmungsmonitor von 2003 wird folgende Tendenz festgestellt: Während beim CO₂-Gesetz 2001 noch stärker das Problem (Klimawandel) thematisiert und damit die Dringlichkeit betont wurde, liegt nun der Fokus stärker auf der Umsetzung mit dem Klimagesetz. Damit verbunden, richtet sich die Aufmerksamkeit auf Energie- statt Umweltfragen; es geht vor allem um fossile vs. erneuerbare Energien statt beispielsweise um schmelzende Gletscher. Laut Abstimmungsmonitor verbindet die nzz.ch die Kostenfrage mit einer Kritik an den geplanten «schädlichen Subventionen» und bettet sie ein in eine Kritik, wonach «Klima-Kommunisten» nicht nur nach einem Umbau im Energiebereich strebten, sondern nach einem (linken) Umbau der Gesellschaft.

### Rüge des Schweizer Presserats
Der Schweizer Presserat hat einen NZZ-Artikel vom 9. Oktober 2023 mit dem Titel «Das Schweizer Fernsehen schürt seit 35 Jahren Klimapanik – oft wider die Wissenschaft und gerne auch vor den Wahlen» gerügt. Die Rüge bezog sich insbesondere auf den Satz «Die Wissenschaft sieht noch heute keine Trends zu mehr Extremereignissen». Der Presserat kam zu dem Schluss, dass dieser Satz wichtige Informationen unterschlägt und damit gegen den Journalistenkodex verstößt. Dabei wurde betont, dass Journalisten zwar einen allgemein anerkannten Forschungsstand kritisch hinterfragen dürfen, aber wenn sie diesem widersprechen, sollten sie Belege liefern oder zumindest darauf hinweisen, dass es sich um eine Minderheitenposition handelt. Die Rüge wurde am 30. Dezember 2024 veröffentlicht.

## Aufmachung und Erscheinungsweise

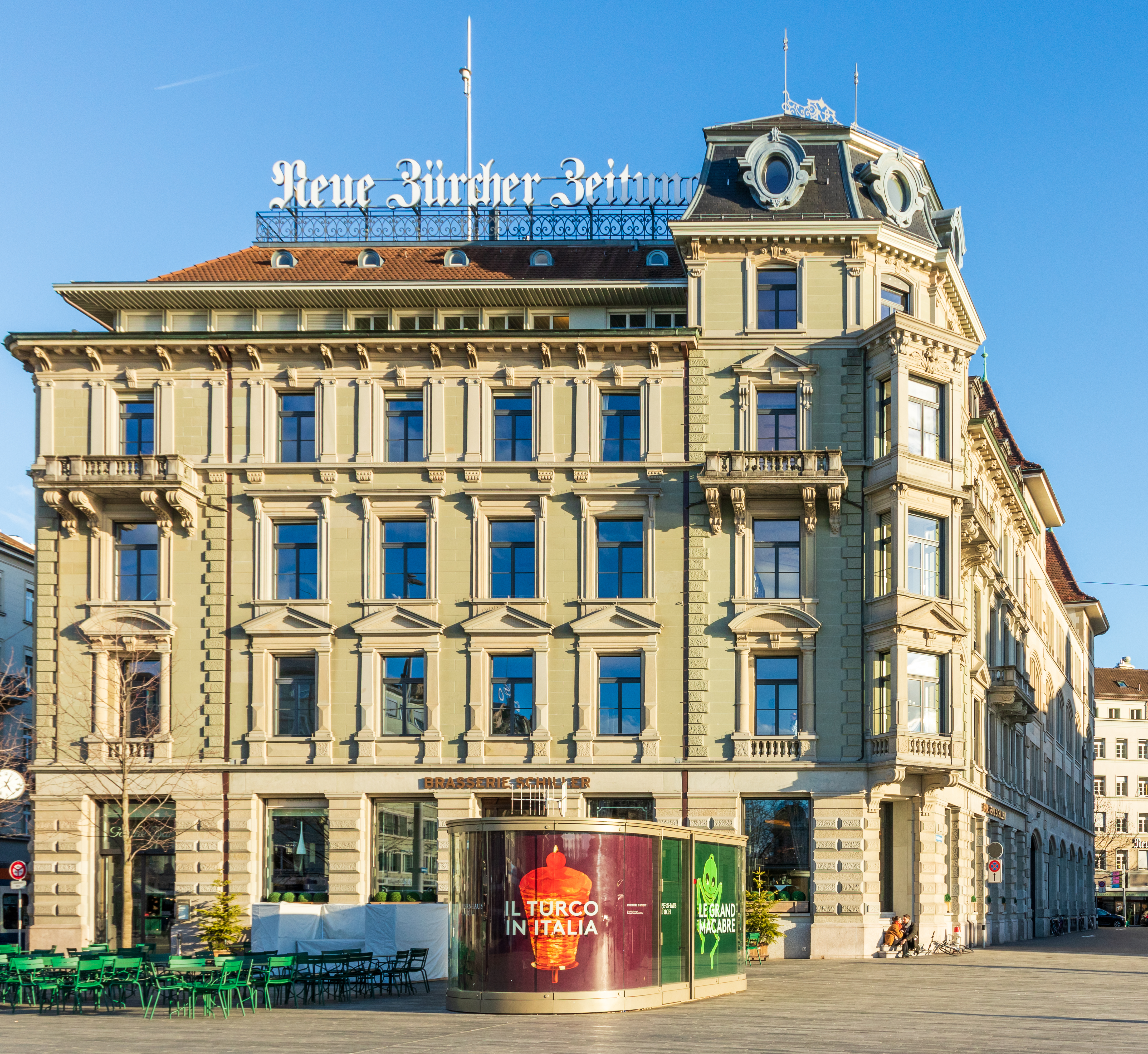
Zentrale der NZZ-Gruppe in der Falkenstrasse 11 in Zürich

Die NZZ erscheint im üblichen Schweizer Zeitungsformat, das in Deutschland gelegentlich auch als «Format NZZ» bezeichnet wird. Die NZZ selbst hat diese Bezeichnung aufgenommen und bestreitet ein wöchentliches Fernseh-Magazin unter dem Titel NZZ Format.
Nach der Layout-Revision von 2009 gliederte sich die NZZ nur noch in drei Bünde. Am 21. August 2015 erschien die NZZ in einem wiederum in Zusammenarbeit mit Meiré und Meiré entwickelten neuen Layout. Die Zeitung gliedert sich seither wieder in vier Bünde mit einem fünften am Freitag. Der Inlandteil befindet sich damit neu am Beginn eines Bundes (des zweiten). Der Sport ist statt am Ende des zweiten Bundes (Wirtschaft) am Ende des vierten (Feuilleton) zu finden. Der zusätzliche fünfte Bund am Freitag (Wochenende) enthält einen Schwerpunkt als Auftakt, dazu die Spezialressorts «Forschung und Technik», «Reisen» und «Mobil/Digital» sowie grosse Reportagen, Porträts und Gesellschaftsthemen.
Bis zum 6. Dezember 1869 erschien die NZZ einmal, danach zweimal, vom 3. Januar 1894 an dreimal täglich. Am 29. September 1969 kehrte man wieder zu zwei Ausgaben zurück. Seit dem 30. September 1974 erscheint nur noch eine Tagesausgabe. Als ergänzenden Beinamen erhielt die NZZ am 1. Januar 1879 die Bezeichnung «und schweizerisches Handelsblatt».
Zuerst, ab 12. Januar 1780, hiess der Zeitungskopf Zürcher Zeitung, ab 1. Januar 1799 Züricher Zeitung, ab 1. Januar 1802 wieder Zürcher Zeitung, ab 1. Februar 1809 Zürcher-Zeitung, ab 2. Juli 1821 Neue Zürcher-Zeitung und seit 1. Januar 1898 Neue Zürcher Zeitung.
Bezüglich der verwendeten Druckschrift erfolgte mit der Morgenausgabe vom 1. August 1946 der Wechsel von der Fraktur zur Antiqua (Antiqua-Fraktur-Streit).
Die NZZ wendet die neue Rechtschreibung nicht vollständig an. So wird etwa Greuel anstelle von Gräuel und sich in acht nehmen anstelle von sich in Acht nehmen verwendet. Einen Leitfaden dazu bietet das von «NZZ Libro» verlegte NZZ-Vademecum.
Ab 1893 führte die Zeitung eine Partie- und Problemschach-Rubrik, die 2016, nach über 120 Jahren, eingestellt wurde.

## Digitalisierung
Im Jahre 2005 digitalisierte die NZZ den Mikrofilm der bisherigen Ausgaben seit 1780, insgesamt ca. zwei Millionen Seiten, was Dateien im Umfang von 70 Terabyte erzeugte. In den Jahren 2021/22 wurden die gedruckten Originalausgaben der Jahre 1780 bis inklusive 1996 gescannt, mit verbesserter Texterkennung (OCR) bearbeitet und auf dem Portal e-newspaperarchives.ch online gestellt. Für den Zugriff gilt eine retrospektive Sperrfrist von 25 Jahren.

## Auflage
Die NZZ hat Stand 2023 eine WEMF-beglaubigte Gesamtauflage von 82'438 verkauften bzw. 89'766 verbreiteten Exemplaren pro Tag und eine Reichweite von 223'000 (Vorjahr 210'000) Lesern. Ihre internationale Ausgabe NZZ International ist ein zumeist etwa 40 Seiten umfassendes, werktäglich erscheinendes Zeitungsformat. Die Ausgabe ist speziell für Leser aus dem deutschsprachigen Ausland konzipiert, weshalb sie einen verminderten Anteil an Schweizer Meldungen und einen entsprechend stärkeren Fokus auf internationale Politik hat.
Wie fast alle gedruckten Tageszeitungen büsste die NZZ aufgrund der Digitalisierung stark an Auflage ein. Die verkaufte Printauflage fiel in den 10 Jahren von 2013 bis 2023 von 114'154 auf 82 438 Exemplare. Das entsprach einem durchschnittlichen Rückgang von 3,2 % pro Jahr. In den letzten Jahren konnte das Printgeschäft stabilisiert und das digitale Angebot stark ausgebaut werden. Die NZZ verzeichnete Ende 2023 60 Prozent rein digitale Abonnenten und nur noch 20 Prozent reine Print-Nutzer.

Entwicklung der verkauften Auflage nach WEMF-Auflagebulletins (s. Details 2008 und 2023)

## Leitende Personen
- CEO: Felix Graf[85][86]
- Verwaltungsratspräsidentin: Isabelle Welton[87]
- Leiter der Auslandredaktion: Benedict Neff[88]
- Leiterin der Inlandredaktion: Christina Neuhaus
- Leiter der Wirtschaftsredaktion: Chanchal Biswas
- Leiter der Lokalredaktion: Daniel Fritzsche
- Leiter der Sportredaktion: Sebastian Bräuer

(leitende Redaktoren laut Impressum)

### Liste der Chefredaktoren

#### Zürcher Zeitung
- 1780–1788: Salomon Gessner
- 1788–1821: 6 verschiedene Chefredaktoren

#### Neue Zürcher Zeitung
- 1821–1830: Paul Usteri
- 1830–1849: 10 verschiedene Chefredaktoren
- 1849–1867: Peter Jakob Felber
- 1868–1872: Eugen Escher
- 1872–1876: Hans Weber
- 1876–1877: Eugen Huber
- 1877–1878: Gottwalt Niederer
- 1878–1884: Gustav Vogt
- 1885–1915: Walter Bissegger
- 1915–1929: Albert Meyer
- 1933–1968: Willy Bretscher
- 1968–1985: Fred Luchsinger
- 1985–2006: Hugo Bütler
- 2006–2014: Markus Spillmann
- Seit 2015: Eric Gujer[89]

## Weitere Produkte

Schriftzug der NZZ am Sonntag

Der Name NZZ wird neben der Zeitung selbst auch für viele andere Produkte verwendet. Die wichtigsten:
- NZZ am Sonntag, Sonntagsausgabe
- NZZ Folio, zweimonatliches Magazin
- NZZ Geschichte, historisches Magazin
- NZZ Magazin, digitales Portal mit Magazininhalten
- Z – Die Substanz des Stils, Lifestyle-Magazin im Spezialformat
- NZZ Bellevue, digitales Portal mit Lifestyleinhalten
- NZZ Format, eine Doku-Reihe für das Schweizer Fernsehen
- NZZ Standpunkte, Fernsehsendung[90][91]
- NZZ Podium, Veranstaltungsreihe[92]
- NZZ Libro, Buchverlag der Neuen Zürcher Zeitung
- NZZ Jobs, Stellenportal der NZZ für Kader und Fachspezialisten
- NZZ Domizil, Immobilienplattform
- NZZ Vademecum, sprachlich-technischer Leitfaden der NZZ[93]
- The Market NZZ, digitale Finanzplattform[94]